# Hidamari no Ki
Hidamari no Ki (яп. 陽だまりの樹, досл. «Дерево під сонцем») — японська серія манґи, написана та проілюстрована Осаму Тедзукою, про дружбу між самураєм і лікарем в останнє десятиліття правління сьоґунату Токуґава. Манга отримала премію Shogakukan Manga Award у 1984 році в загальній категорії.
Історія частково заснована на прадіді Тедзуки, який був одним із японських лікарів, що наполягали на прийнятті західної медичної практики в той час. Назва є метафорою сьоґунату Токуґава, який порівнюється зі старим камфорним деревом, що 300 років насолоджувалося сонячним світлом і захистом від вітрів, але повільно вмирає, бо його роз'їдають зсередини терміти і хрущі.
Манга була адаптована в аніме-серіал студією Madhouse, прем'єра якого відбулася в Японії на телеканалі NTV 4 квітня 2000 року. Її також було адаптовано у телевізійну драму, а також театральну виставу у 2021 році.

## Сюжет
Історія розповідає про двох молодих людей, чиї долі перетинаються під час політичної турбулентності та соціальних потрясінь у Японії напередодні реставрації Мейдзі у 1868 році. Доктор Рьоан Тедзука — студент-медик, якого приваблює радикально нова західна медицина під керівництвом Коана Оґати, тоді як Манджіро Ібуя — самурай, відданий честі та традиціям. Обоє закохуються в одну й ту саму жінку — О-Секі, доньку шанованого храмового священника. Ідеалізм Рьоана поступово згасає: він одружується, осідає та переймає медичну практику свого батька. Тим часом Манджіро піднімається по щаблях самурайського суспільства: сьоґун спершу доручає йому делікатне завдання — опікуватися американським посланцем, а згодом — перетворити селян на озброєну піхоту.

## Персонажі
Рьоан Тедзука (яп. 手塚良庵, Tezuka Ryōan)
Студент-медик із м’якою та допитливою вдачею, але також відомий бабій. Він є сином лікаря Рьосена Тедзуки з району Адзабу в Едо часів епохи Ансей, який виступає за інтеграцію західної медицини в Японії. Рьоана також приваблює радикально нова західна медицина, і він вирушає до Осаки, щоб навчатися у Коана Оґати.
Манджіро Ібуя (яп. 伊武谷万二郎, Ibuya Manjirō)
Традиціоналіст і по суті самоучка-самурай, схильний до запальності. Спочатку він приєднується до додзьо Ґембукан, щоб удосконалити свої навички, але змушений залишити його після того, як убив двох його членів, захищаючи Рьоана Тедзуку. Зрештою сьоґунат визнає його заслуги за евакуацію постраждалих під час Великого землетрусу Ансей і обирає його охоронцем американської дипломатичної місії в Японії.
О-Секі (яп. おせき, O seki)
Вродлива донька священника місцевого храму Дзеншьоджі в Адзабу, за якою залицяються і Рьоан Тедзука, і Манджіро Ібуя.

## Виробництво
Hidamari no Ki вважається частиною пізнього творчого періоду Осаму Тедзуки, який зосередився на реалістичніших історичних творах (наприклад, Message to Adolf). На відміну від багатьох його ранніх робіт, дія яких розгортається у вигаданих світах, історичний контекст відіграє важливу роль як для вчинків персонажів, так і для створення драматичного ефекту. Багато з них зображують бурхливі або революційні періоди в історії, як-от реставрація Мейдзі у цьому випадку.
Тедзука надихнувся на створення манґи завдяки зацікавленості власною родовою історією. Імпульсом до цього стала праця дослідника Ясуаки Фукасе, який написав дисертацію про його прадіда Рьосена Тедзуку та надіслав її манґаці разом із особистим листом. Після цього Тедзука знайшов згадки про Рьоана Тедзуку в біографії Юкічі Фукудзави — однокласника Рьоана у приватній школі західної медицини Коана Оґати в Осаці.
Характерною рисою пізнього творчого періоду Тедзуки є наявність щонайменше двох взаємопов’язаних головних персонажів — у цьому випадку Манджіро та Рьоана — які дуже по-різному реагують на історичні події, свідками яких вони стають, і через це опиняються по різні боки суспільного та політичного конфлікту. Зустріч із давніми друзями змушує їх переосмислити власні цінності та світогляд. Як і в багатьох інших мангах Тедзуки, таких як Black Jack, у Hidamari no Ki головним героєм є лікар.
Hidamari no Ki, завершене у 1986 році, є однією з останніх великих серіалізованих робіт Тедзуки перед його смертю в 1989-му. Уже хворий під час написання, він пророче натякнув на власну смерть, зобразивши смерть батька головного героя — який зовні нагадує самого Тедзуку — у дев’ятому томі манґи.

## Медіа

### Манґа
Манга випускалася видавництвом Shogakukan в одинадцяти танкобонах, випущених з 1 липня 1988 року і 1 січня 1989 року. Її було перевидано у розмірі восьми танкобонів, перші п'ять були випущені 17 березня 1995 року, а останні три — 17 липня того ж року. Серіал був перевипущений у 6 канзенбанах з 7 вересня 1999 року по 27 січня 2000 року. У 2008 році серіал було випущено 6 вайдбанами: перший 29 серпня, другий і третій 30 вересня і останні три 30 жовтня.

### Аніме
Серіал був адаптований до 25-серійного аніме-серіалу режисера. Він транслювався на NTV з 4 квітня по 19 вересня 2000 року. VAP випустили серію з 9 DVD, кожен з яких містить 2 або 3 епізоди аніме. Вони виходили з 21 червня 2000 року по 21 лютого 2001 року.

### Саундтрек CD
21 червня 2000 VAP випустили компакт-диск із саундтреком до аніме Hidamari no Ki. Пісні виконує Кейко Мацуї, а композитором став Кадзу Мацуї.

### Телевізійна драма
Манга була адаптована до телевізійної драми. Сценарій серіалу написав Йоічі Маекава, а режисером став Такаші Фуджіо. родюсерами стали Кадзукійо Морішіта та Такахіса Ґото. Дванадцять епізодів серіалу транслювалися на телеканалі NHK з 6 квітня по 22 червня 2012 року.

## Сприйняття
Манга Hidamari no Ki отримала нагороду Shogakukan Manga Award у 1984 році у загальный категорії.
Аніме Hidamari no Ki отримало премію за досконалість у категорії анімації на Японському фестивалі медіа-мистецтва 2000 року.